# Богуш Олександр Григорович
Богуш Олександр Григорович (27 вересня 1956 року в селі Дубрівка Баранівського району Житомирської області), тренер викладач із дзюдо, Заслужений тренер України.

## Біографія
Олександр Григорович Богуш народився в Житомирській області 27 вересня 1956 року. В рідному селі Дубрівка Баранівського району Олександр закінчив сім класів. Потім батьки переїхали в місто Ромни Сумської області. Хлопець навчався в Роменській ЗОШ I—III ступенів № 4, яку закінчив 1974 року. З 1974 по 1978 році навчався в Черкаському державному педагогічному інституті ім. 300-річчя возз'єднання України з Росією за спеціальністю фізичне виховання. Після закінчення інститутув 1978 році розпочав трудову учительську діяльність. Від 1978 року до 1994 року працював учителем фізичного виховання у Полянській восьмирічній школі Баранівського району Житомирської області та Роменській школі-інтернаті, із 1994 до 2006 року був тренером-викладачем із дзюдо в різних закладах міста Ромни. Із 2006 року працює тренером-викладачем із дзюдо в комунальному закладі «Роменська дитячо-юнацька спортивна школа» Роменської міської ради Сумської області. Має вищу кваліфікаційну категорію та почесне звання «Заслужений тренер України», присвоєне у 2013 році Державною службою молоді та спорту України.
Син Олександра Григоровича, Богуш Дмитро Олександрович, також тренер, чемпіон світу з боротьби самбо.

## Тренерська діяльність
Працювати тренером розпочав у 1994 році. Спочатку працював у різних навчальних закладах міста. Від 2006 року перебуває на посаді тренера в Роменській дитячо-юнацькій спортивній школі Сумської області.
Олександр Григорович — ініціатор і організатор традиційних відкритих турнірів м. Ромни з боротьби дзюдо «Кубок Перемоги» серед юнаків та дівчат.

## Досягнення
- 2013 р. — Отримав почесне звання «Заслужений тренер України»